# József Mindszenty
Dans le nom hongrois Mindszenty József, le nom de famille précède le prénom, mais cet article utilise l’ordre habituel en français József Mindszenty, où le prénom précède le nom.
 (mai 2025).
József Mindszenty ([ˈjoːʒɛf ˈmindsɛnti]), né József Pehm ([ˈjoːʒɛf pɛhm]) le 29 mars 1892 à Csehimindszent et mort le 6 mai 1975 à Vienne, était un archevêque hongrois, cardinal, connu pour avoir été un opposant farouche aux dictatures fasciste et communiste de son pays. Emprisonné à plusieurs reprises et torturé pour sa ténacité dans sa foi chrétienne, il a été reconnu vénérable par l'Église catholique.

## Biographie

### Jeune prêtre
József Pehm naît à Csehimindszent, situé alors dans l'empire d'Autriche-Hongrie. Il grandit dans une famille paysanne, qui lui inculque le sens du labeur et une forte pratique religieuse. Ordonné prêtre le 12 juin 1915, il est nommé curé d'un gros bourg rural, où il exerce son ministère pendant 25 ans. Son évêque remarque son zèle et lui donne la mission de créer sept nouvelles paroisses, qui entraîne la construction de neuf églises et d'une douzaine d'écoles.  
Il s'oppose à la République des conseils de Hongrie de Béla Kun, ce qui lui vaut d'être arrêté en 1919, puis libéré à la chute du régime la même année. En 1941, il change son nom en Mindszenty (« de Mindszent »), reprenant le patronage Mindszent (« Toussaint ») de son village natal Csehimindszent.

### Évêque
Le 3 mars 1944, alors que la Hongrie subit l'invasion de l'Allemagne nazie, Mindszenty est nommé évêque de Veszprém par le pape Pie XII. Il est consacré quelques jours plus tard, le 25 mars. Il proteste contre les arrestations des juifs et s'oppose ouvertement au régime fasciste hongrois du Parti des Croix fléchées. Accusé de trahison, il est arrêté avec 26 prêtres et séminaristes, et emprisonné à Sopron, où il poursuit dans la clandestinité la formation des séminaristes. Il ordonne 9 prêtres en prison. Libéré en avril 1945, il découvre alors l'état désastreux de son diocèse. La cathédrale est ravagée, les bâtiments ecclésiastiques pillés. Confronté à la misère de la population, il se dépense pour aider ceux qui ont tout perdu. 
Le 2 octobre 1945, il est nommé archevêque métropolitain d’Esztergom et primat de Hongrie par le pape Pie XII, ce qui correspond au poste le plus élevé dans la hiérarchie de l'Église catholique en Hongrie. Il accepte seulement par obéissance au pape, et dira lors de son discours d'intronisation : "Je veux être maintenant un bon pasteur qui, s’il le faut, donne sa vie pour son Église, pour sa patrie." A Budapest et à Esztergom, il organise les secours pour les plus touchés par la guerre, ce qui attire la méfiance des autorités communistes, qui prônent une idéologie sans Dieu. 

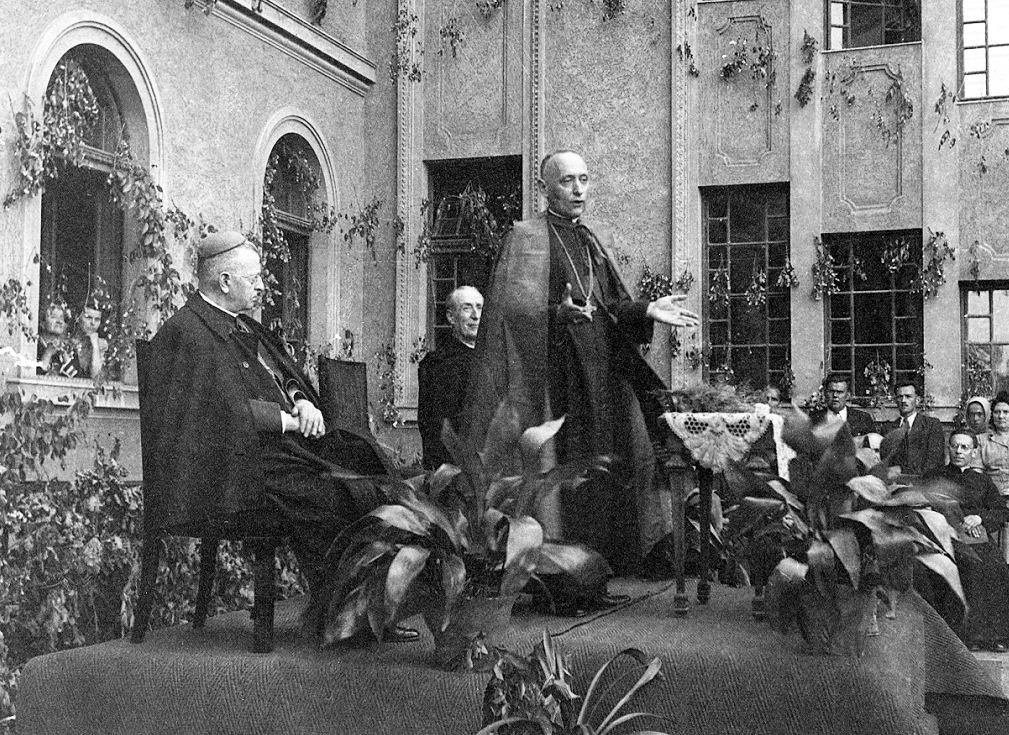
Cardinal Mindszenty en 1947, au centre

Lors du consistoire du 18 février 1946, le pape Pie XII le crée cardinal, avec le titre de cardinal-prêtre de Saint-Étienne-le-Rond. À peine nommé cardinal, Mindszenty lance un mouvement de prière à travers toute la Hongrie, qui attire des dizaines de milliers de catholiques dans les églises du pays. Le régime communiste tente de l'arrêter, mais sa légitimité est bien trop importante auprès des Hongrois. On l'accuse alors faussement d'avoir été un collaborateur nazi. Mindszenty ne montre aucune irritation, mais comme réponse, lance une année mariale à travers tout le pays, qui se solde par la consécration de la Hongrie à la Vierge Marie, le 15 août 1947. 
L'année suivante, les autorités communistes ripostent. Après avoir pris le contrôle des Églises protestantes, elles nationalisent les écoles confessionnelles, dont plus de 3 000 établissements catholiques. Pour déstabiliser l'Église catholique hongroise, elles décident d'arrêter son chef, le cardinal Mindszenty. Celui-ci le pressent et connaissant l'habileté des interrogateurs staliniens à obtenir des aveux par la torture, il écrit, 6 jours avant son arrestation : "Attendu que je n’ai jamais participé à aucun complot, je ne démissionnerai pas, je ne parlerai pas. Si, après cela, vous deviez apprendre que j’ai admis ceci ou cela, même authentifié par ma signature, vous devez savoir qu’une semblable déclaration ne sera qu’une conséquence de la fragilité humaine. De la même façon, je considère comme nulle et non avenue quelque confession que ce soit qui me serait attribuée à partir de ce jour."

### Procès

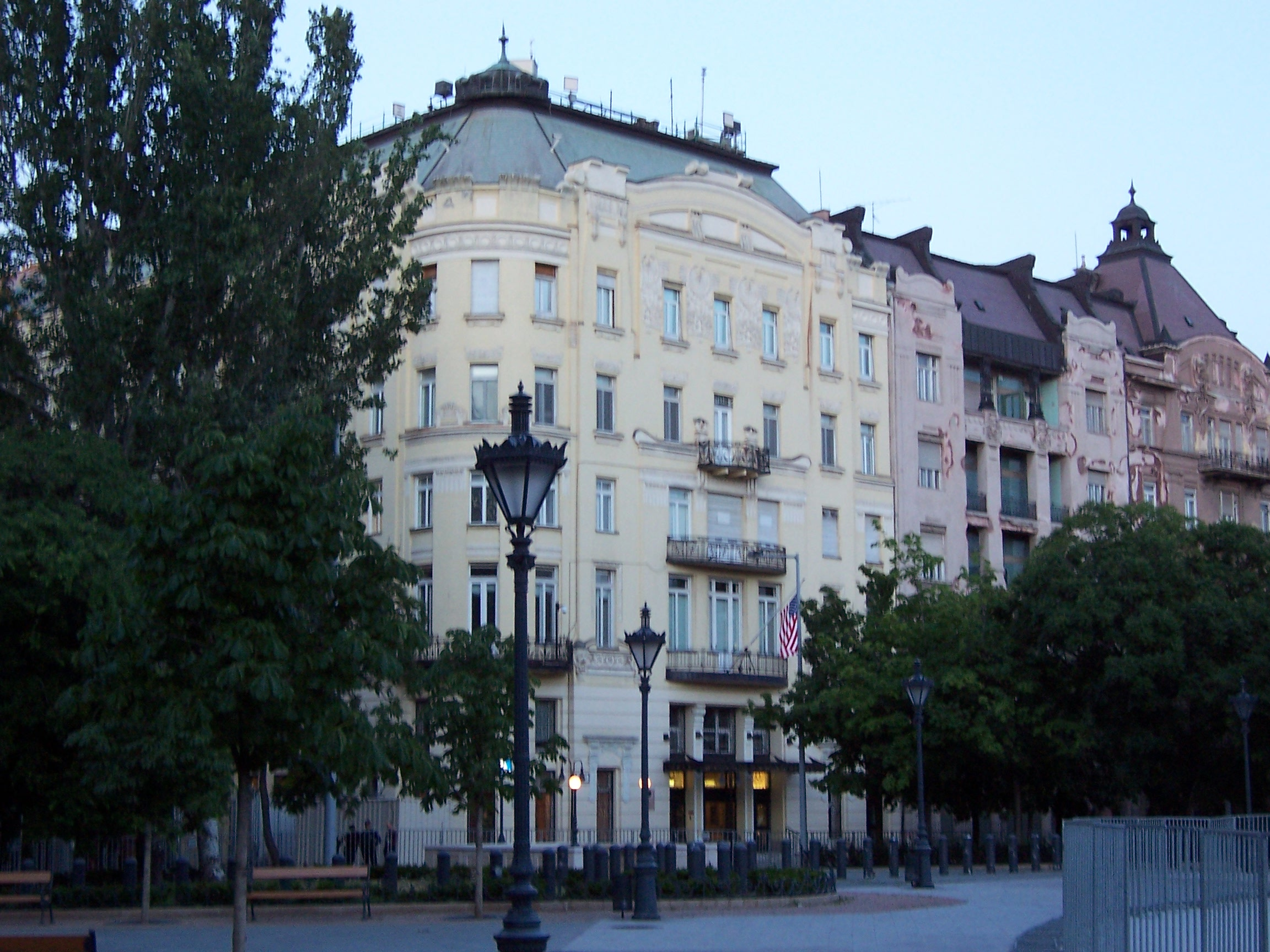
L'ambassade des États-Unis en Hongrie.

Le 26 décembre 1948, le cardinal Mindszenty est arrêté et inculpé de trahison, conspiration et non-respect des lois du régime. Interrogatoires et tortures commencent le jour même. On lui injecte un mélange de drogue, afin de le mettre en scène au cours d'un procès public, dans le but de faire tomber la résistance des catholiques hongrois. Forcé de rester debout parfois pendant plus de 82 heures, il est interrogé sans interruption, jour et nuit. Mindszenty assiste impuissant à sa destruction progressive. Il finit par signer des aveux, mais ajoute qu'il "agit sous la contrainte". Cette phrase lui vaudra de nouveaux sévices. Lors de son procès il "avoue", contraint et forcé, tout ce qui lui est reproché. 
Au terme de son procès, en 1949, il est condamné à la perpétuité. Au vu de son état de santé désastreux, le cardinal Mindszenty est directement envoyé à l'infirmerie de la prison. Dans la foulée, le pape Pie XII prononce l'excommunication de toutes les personnes impliquées dans son procès et sa condamnation. En prison, le cardinal Mindszenty reste tenace dans sa foi chrétienne, passant de longues heures à prier, malgré les tortures régulières et les pressions psychologiques. 
En octobre 1956, Budapest se révolte contre le régime. Les autorités cèdent à la pression et libèrent le cardinal Mindszenty. Celui-ci fait une entrée triomphale dans la capitale hongroise. À peine libéré, il dissout le mouvement des prêtres de la paix, collaborateurs du régime, et prononce un discours à la radio, appelant à la réconciliation nationale. Le régime de János Kádár utilisera par la suite ce discours, affirmant qu'il démontrait la nature intrinsèquement « contre-révolutionnaire » des événements de 1956. Quand les troupes soviétiques interviennent en Hongrie, Mindszenty obtient, sur les conseils de Zoltán Tildy, l'asile à l'ambassade des États-Unis en Hongrie. Recherché par la police politique hongroise, il ne va plus pouvoir quitter l'ambassade pendant 15 ans. 

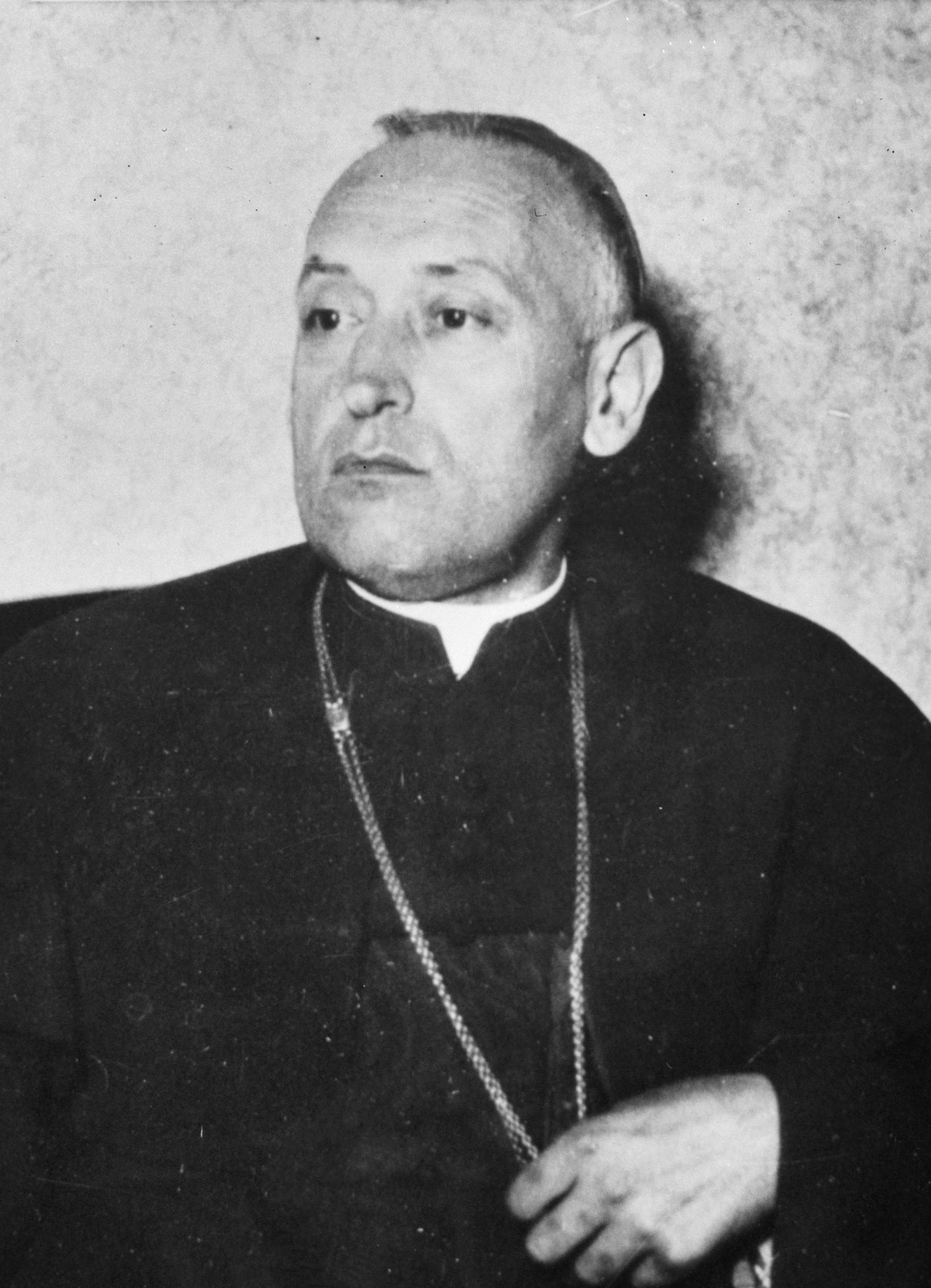
Le cardinal Mindszenty en 1962.

Le cardinal Mindszenty assiste impuissant à la réintégration des prêtres collaborateurs du régime par l'épiscopat hongrois. Progressivement, il devient un point d'empêchement dans les normalisation des relations entre la Hongrie et le Saint-Siège. Un compromis est finalement trouvé en 1971, lorsque le pape Paul VI le déclare « victime de l'Histoire » (plutôt que du communisme) et lève l'excommunication de 1949. Mindszenty peut alors quitter la Hongrie.

### Exil et fin de vie
Le 28 septembre 1971, le cardinal Mindszenty s'installe à Vienne. Quelques jours plus tard, il s'envole pour Rome, où il concélèbre la messe d'entrée en synode avec Paul VI, dans la Basilique Saint-Pierre. À l'occasion, le pape lui rend hommage en le présentant comme un modèle de foi. Toutefois, le Saint-Siège lui ordonne de ne plus rien écrire sans son accord (afin de préserver les relations diplomatiques avec la Hongrie). Malgré son opposition, Rome lui retire ses titres, mais le pape se refuse à nommer un nouveau primat de Hongrie tant que Mindszenty est vivant. Ce n'est qu'en 1976 que le titre est à nouveau attribué à l'évêque László Lékai, plutôt conciliant à l'égard du régime communiste. Le cardinal vivra ces événements avec beaucoup de douleurs, qu'il accepta toutefois avec obéissance, par fidélité à l’Église et pour le maintien de la paix diplomatique. 
József Mindszenty passe les dernières années de sa vie à visiter la diaspora hongroise, pour les exhorter à préserver leur foi catholique. Il meurt le 6 mai 1975 à Vienne. En 1991, sa dépouille est rapatriée à Esztergom à la demande du gouvernement nouvellement élu démocratiquement. Il est inhumé dans la cathédrale Saint-Adalbert.

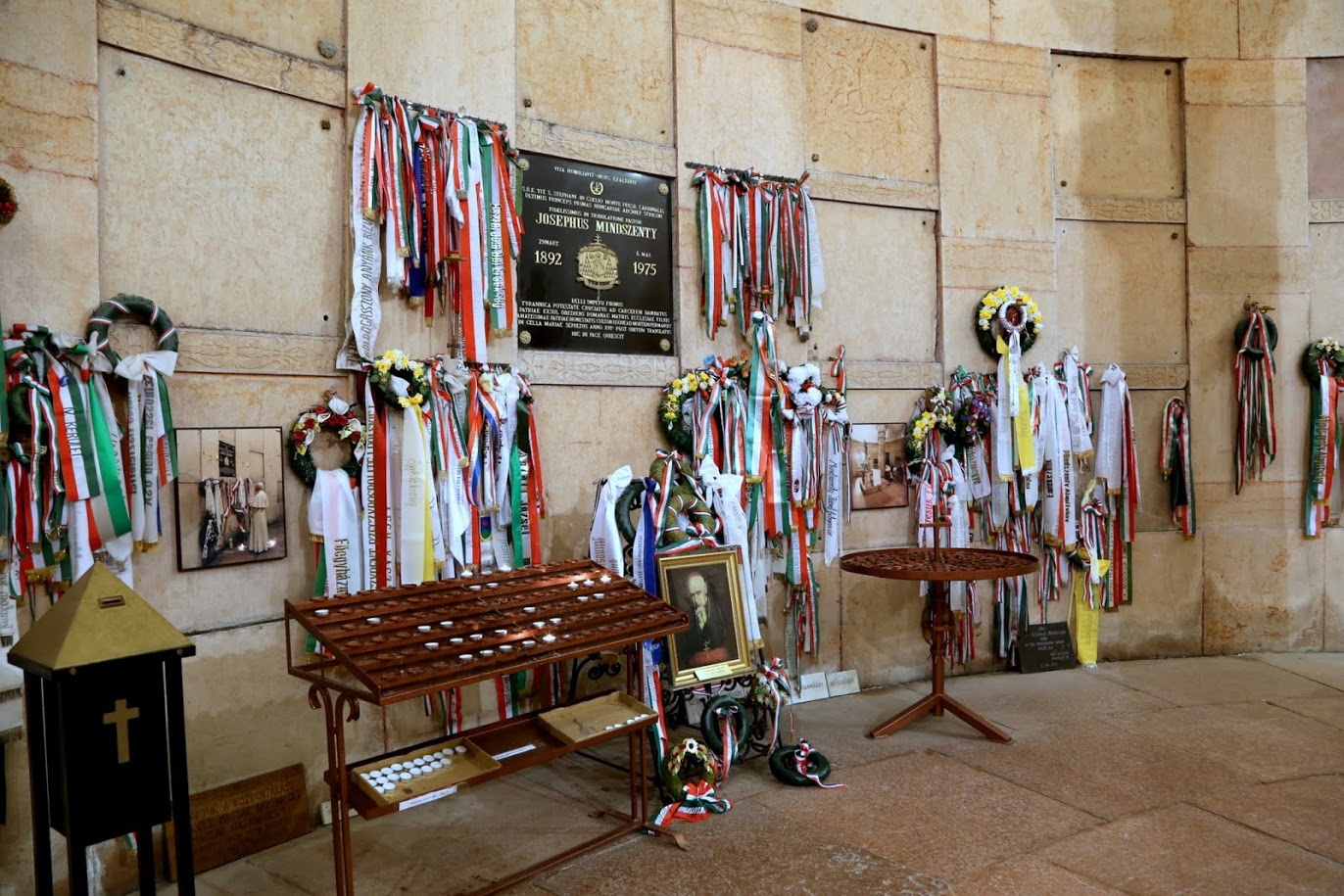
Tombe du cardinal Mindszenty dans la cathédrale d'Esztergom

## Béatification

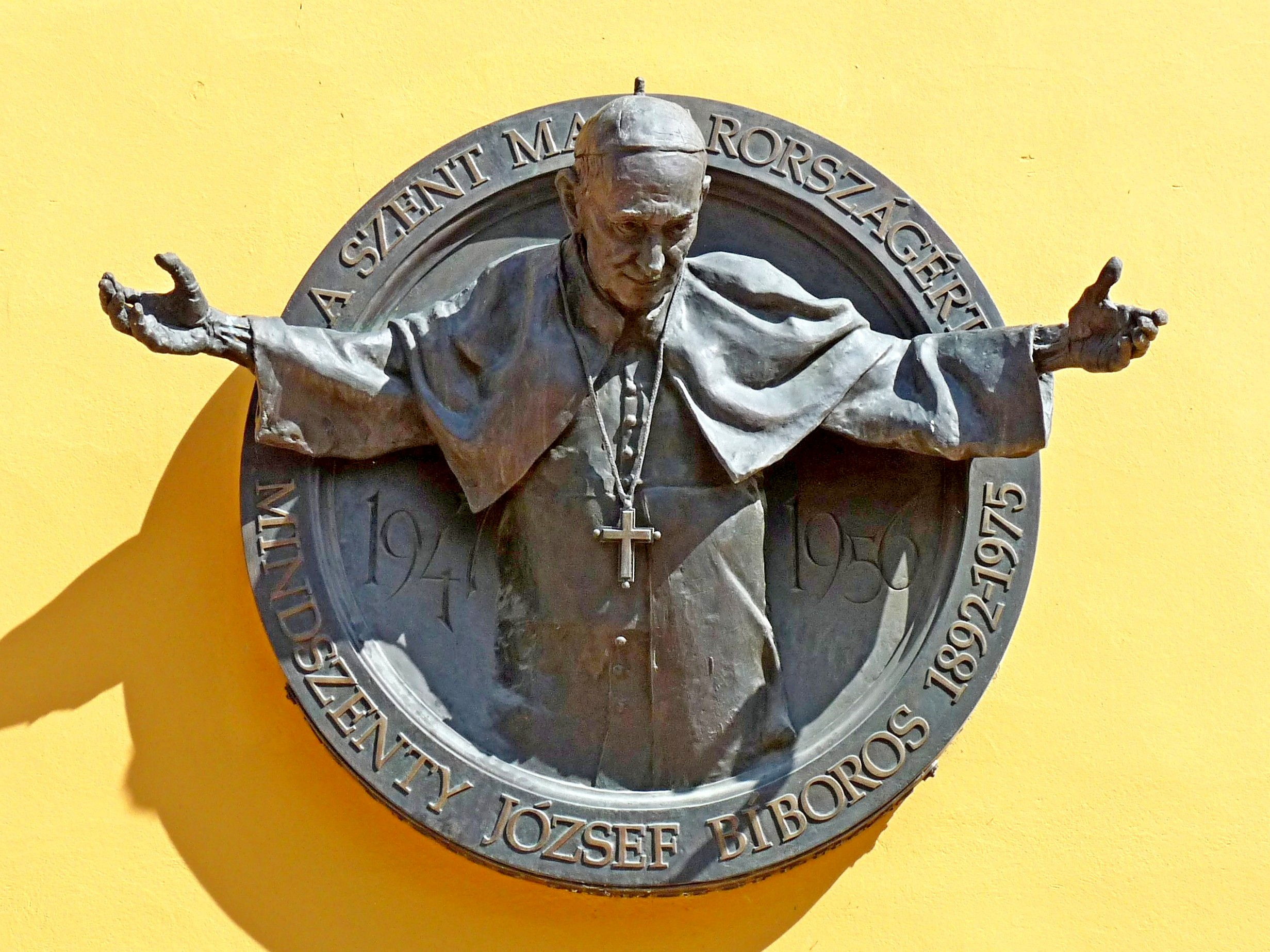
Plaque en hommage au cardinal Mindszenty

La cause pour la béatification et la canonisation du cardinal Mindszenty débute le 19 mars 1994, à Esztergom. L'enquête diocésaine récoltant les témoignages sur sa vie se clôture le 17 octobre 1996, puis envoyée à Rome pour y être étudiée par la Congrégation pour les causes des saints.
Après le rapport positif des différentes commissions sur la sainteté du cardinal Mindszenty, le pape François procède, le 12 février 2019, à la reconnaissance de ses vertus héroïques, lui attribuant ainsi le titre de vénérable. 
C'est la première étape avant la canonisation.

## Ouvrages
- Mémoires, la Table ronde, Paris, 1974.
- La Mère, miroir de Dieu, Mame, Paris, 1953 ; Mame, Paris, 1976, Deuxième édition, réalisée à la demande de l'Association Présence du cardinal J. Mindszenty, Strasbourg ; troisième édition, Éditions Saint-Rémi, 2006.
- Balogh Margit: Mindszenty József 1892-1975, Budapest, 2015.